# Odonia multiflora
Odonia multiflora là một loài thực vật có hoa trong họ Đậu. Loài này được (B.L. Rob.) Rose mô tả khoa học đầu tiên năm 1906.